# Занзибар Северный
Северный Занзибар (суахили Kaskazini Unguja, англ. Zanzibar North Region) — одна из 30 областей Танзании и одна из 5 областей автономного Занзибара. Расположен на острове Унгуджа (Занзибар). Площадь области составляет 470 км².
Численность населения — 187 455 человек, согласно данным переписи на август 2012 года.
Административный центр региона — город Мкокотони.

## Административное деление
Состоит из двух округов:
- Касказини "А" или Северный «А» (суахили Kaskazini "A") — север Северного Занзибара (105 780 жителей, 2012),
- Касказини "Б" или Северный «Б» (суахили Kaskazini "B") — юг Северного Занзибара (81 675 жителя, 2012).